# Apeira synnephes
Apeira synnephes là một loài bướm đêm trong họ Geometridae.